# USS Defiant (NX-74205)
Pour les articles homonymes, voir Defiant.
L’USS Defiant NX-74205 est un vaisseau spatial appartenant à l'univers de fiction de Star Trek.

## Conception
L'idée de sa conception vint après la défaite fédérée lors de la bataille de Wolf 359 afin de repousser la menace Borg. La Fédération voulait mettre au point un vaisseau assez puissant pour combattre les vaisseaux du type Cube Borg. Ces derniers étaient pratiquement indestructibles pour les vaisseaux conventionnels de Starfleet, qui étaient orientés plutôt vers la recherche et l'exploration; par conséquent, Starfleet dû se résoudre à concevoir pour la première fois une classe de vaisseaux exclusivement dédiée à la guerre. Cependant, avec l'amoindrissement de cette menace, le projet fut mis en sommeil et le prototype du Defiant sera affecté à la défense de la station Deep Space Nine afin de contrer la menace du Dominion. À cette occasion, Benjamin Sisko sera nommé capitaine du Defiant ; il fut d'ailleurs chargé du développement de ce nouveau type de vaisseau.

## Caractéristiques
C'est le premier vaisseau construit par la Fédération des planètes unies conçu exclusivement pour le combat, bien que sa fonction officielle soit celle de vaisseau escorteur (ou « Raider »). Polyvalent, le Defiant servira aussi bien pour des missions de défense, que d'escorte ou d'attaque. En outre, c'est le
premier vaisseau de la Fédération équipé d'un bouclier occulteur romulien (il marque donc un tournant de l'histoire en initiant un début de collaboration entre les Terriens et Romuliens), il peut ainsi naviguer dans l'espace sans être repéré. Il sera ainsi souvent utilisé pour des missions d'infiltration au cœur des systèmes ennemis.
De par sa puissance de feu, le Defiant est de fait un des vaisseaux les plus impressionnants du Quadrant Alpha dans les années de sa mise en service. Il est d'ailleurs tellement puissant pour sa taille (bien inférieure à celle d'un vaisseau de classe Galaxy) qu'on ne peut l'utiliser au maximum de ses capacités sans en risquer l'autodestruction.

## Historique